# Forbundsdagsvalget 2009
Det 17. Forbundsdagsvalg i Tyskland blev afholdt 27. september 2009. Der blev valgt medlemmer til Forbundsdagen, Tysklands føderale parlament.
Siden parlamentsvalget i 2005 har Angela Merkel (CDU) ledet en koalitionsregering med SPD. Hun opnåede atter flertal, men denne gang med FDP som koalitionspartner.
Udenrigsminister og vicekansler Frank-Walter Steinmeier (SPD) blev formelt udnævnt til at være sits partis kandidat til kanslerposten 18. oktober 2008. Hans mål var at danne en regering med SPD som det stærkeste parti. 
Både CDU of SPD fik efterkrigstidens værste valgresultater, mens de tre "småpartier"; FDP, Die Linke og Die Grünen gik op med 10%.
I alle meningsmålinger lavet i 2009, havde CDU/CSU og FDP ligget klart foran den anden traditionelle koalition i Tyskland, SPD og Die Grünen, med gennemsnitligt 50% af stemmerne.
Det tyske parlamentsvalg 2009 var finalen i det tyskerne kalder Superwahljahr (Supervalgåret), der også inkluderede Europaparlamentsvalget, Præsidentvalget og flere lokal- og delstatsvalg.

## Resultater
|  | Parti   | Partilistestemmer | Procent (ændring) | Procent (ændring) | Pladser (ændring) | Pladser (ændring) | Procent af pladser |
|  | ------- | ----------------- | ----------------- | ----------------- | ----------------- | ----------------- | ------------------ |
|  | CDU     | 11 824 794        | 27,3 %            | −0,5 %            | 194               | +14               | 31,2 %             |
|  | SPD     | 9 988 843         | 23,0 %            | −11,2 %           | 146               | −76               | 23,5 %             |
|  | FDP     | 6 313 023         | 14,6 %            | +4,7 %            | 93                | +32               | 15,0 %             |
|  | Linke   | 5 153 884         | 11,9 %            | +3,2 %            | 76                | +22               | 12,2 %             |
|  | Grüne   | 4 641 197         | 10,7 %            | +2,6 %            | 68                | +17               | 10,9 %             |
|  | CSU     | 2 830 210         | 6,5 %             | −0,9 %            | 45                | −1                | 7,2 %              |
|  | Piraten | 845 904           | 2,0 %             | +2,0 %            | 0                 | ±0                | 0,0 %              |
|  | NPD     | 635 437           | 1,5 %             | −0,1 %            | 0                 | ±0                | 0,0 %              |
|  | Andre   | 1 124 250         | 2,6 %             | +0,2 %            | 0                 | ±0                | 0,0 %              |
|  | Totalt  | 43 357 542        | 100,0 %           |                   | 622               | +8                | 100,0 %            |